# ون بيس (الموسم 5)
الموسم الخامس من أنمي ون بيس، أُنتج بواسطة أستوديو توي أنميشن، ومن إخراج يرواكي مياموتو وتوشينوري فوكوزاوا. بدأ بث الموسم في اليابان على قناة تلفزيون فوجي في 3 نوفمبر 2002م، واستمر حتى 2 فبراير 2003م، وهو أقل موسم من ناحية عدد الحلقات بين كل مواسم ون بيس بمجموع 13 حلقة فقط. ومثل باقي المواسم تدور القصة حول مغامرات مونكي دي لوفي ورفاقه بناءً على فصول مانغا ون بيس التي كتبها ورسمها إييتشيرو أودا.

## قائمة الحلقات

### «الأحلام!»
| الرقم | عنوان الحلقة                                                                          | تاريخ العرض الأصلي |
| ----- | ------------------------------------------------------------------------------------- | ------------------ |
| 131   | «المريض الأوّل! قصّة كرة رامبل الّتي لم تُروَ» (はじめての患者! ランブルボール秘話)        | 3 نوفمبر 2002      |
| 132   | «تمرّد الملاّحة! من أجل حُلم لا يتزعزع!» (航海士の反乱! ゆずれない夢の為に!)             | 10 نوفمبر 2002     |
| 133   | «وصفة متوارثة! سانجي، رجل الكاري الحديديّ» (受け継がれる夢! カレーの鉄人サンジ)        | 17 نوفمبر 2002     |
| 134   | «سأجعلها تتفتّح! الرّجل أوسوبّ وكرة الثّمانية شاكو!» (咲かせてみせます! 男ウソップ八尺玉) | 24 نوفمبر 2002     |
| 135   | «صائد القراصنة الخرافيّ! زورو السّيّاف المتجوّل!» (噂の海賊狩り! さすらいの剣士ゾロ)      | 1 ديسمبر 2002      |

### «طلعة طاقم قراصنة زيني»
| الرقم | عنوان الحلقة                                                                           | تاريخ العرض الأصلي |
| ----- | -------------------------------------------------------------------------------------- | ------------------ |
| 136   | «زيني من جزيرة الجديان وسفينة القراصنة في الجبال!» (ヤギの島のゼニィと山の中の海賊船!) | 8 ديسمبر 2002      |
| 137   | «ما رأيك بهذه الحيل المربحة؟ طموحات زيني الدّائِن!» (儲かりまっか? 金貸しゼニィの野望!)  | 15 ديسمبر 2002     |
| 138   | «مكان كنز الجزيرة! هجوم قراصنة زيني!» (島のお宝の行方! ゼニィ海賊団出撃!)              | 22 ديسمبر 2002     |

### «بعد قوس قزح»
| الرقم | عنوان الحلقة                                                                           | تاريخ العرض الأصلي |
| ----- | -------------------------------------------------------------------------------------- | ------------------ |
| 139   | «أسطورة ضباب قوس قزح! جزيرة لولوكا والعجوز هينزو» (虹色の霧伝説! ルルカ島の老人ヘンゾ) | 5 يناير 2003       |
| 140   | «سكّان أرض البقاء! قراصنة اليقطين!» (永遠の国の住人! パンプキン海賊団!)                 | 15 يناير 2003      |
| 141   | «مشاعر الحنين! مقبرة القراصنة الّتي لا خروج منها!» (故郷への想い! 脱出不能の海賊墓場!)  | 22 يناير 2003      |
| 142   | «اشتباكٌ محتوم! مخطّطات ويتّون وبرج قوس قزح!» (乱戦必死! ウエットンの野望と虹の塔)        | 26 يناير 2003      |
| 143   | «وهكذا تبدأ الأسطورة! الجانب الآخر من قوس قزح!» (そして伝説が始まる! いざ虹の彼方へ)   | 2 فبراير 2003      |

## إصدارات الأقراص

### اليابانية
| المجلد   | المجلد                      | المجلد   | الحلقات      | تاريخ الإصدار | مصدر.  |
| -------- | --------------------------- | -------- | ------------ | ------------- | ------ |
|          | 5thシーズン ドリームス!前篇 | piece.01 | 131–132      | 3 مارس 2004   | [ 17 ] |
| piece.02 | 5thシーズン ドリームス!前篇 | 133–135  | 7 أبريل 2004 | [ 18 ]        |        |
| piece.03 | 5thシーズン ドリームス!前篇 | 136–138  | 12 مايو 2004 | [ 19 ]        |        |
| piece.04 | 5thシーズン ドリームス!前篇 | 139–140  | 2 يونيو 2004 | [ 20 ]        |        |
| piece.05 | 5thシーズン ドリームス!前篇 | 141–143  | 7 يوليو 2004 | [ 21 ]        |        |

## الملاحظات
1. 1 2 3  ترتيب الحلقات حسب أستوديو توي أنميشن.
2. 1 2 3  ترجمة عناوين الحلقات وفق منصة كرانشي رول.
3. 1 2 3  تاريخ صدور الحلقات حسب عرضها على تلفزيون فوجي.